# Electorado de Salzburgo
El Electorado de Salzburgo (en alemán: Kurfürstentum Salzburg o Kursalzburg), ocasionalmente conocido como Gran Ducado de Salzburgo, un principado electoral del Sacro Imperio Romano Germánico desde 1803-05, el breve sucesor del Arzobispado Principesco de Salzburgo.

## Historia
En 1800 el territorio del príncipe-arzobispo había sido ocupado por fuerzas francesas durante la Guerra de la Segunda Coalición, de donde el arzobispo conde Hieronymus von Colloredo huyó a Viena. Aumentado por el Prebostazgo de Berchtesgaden y partes de los anteriores obispados principescos de Eichstätt y Passau, sus tierras fueron reorganizadas como el Electorado de Salzburgo, creado para Fernando III de Habsburgo-Lorena, hermano menor del emperador Francisco II.  

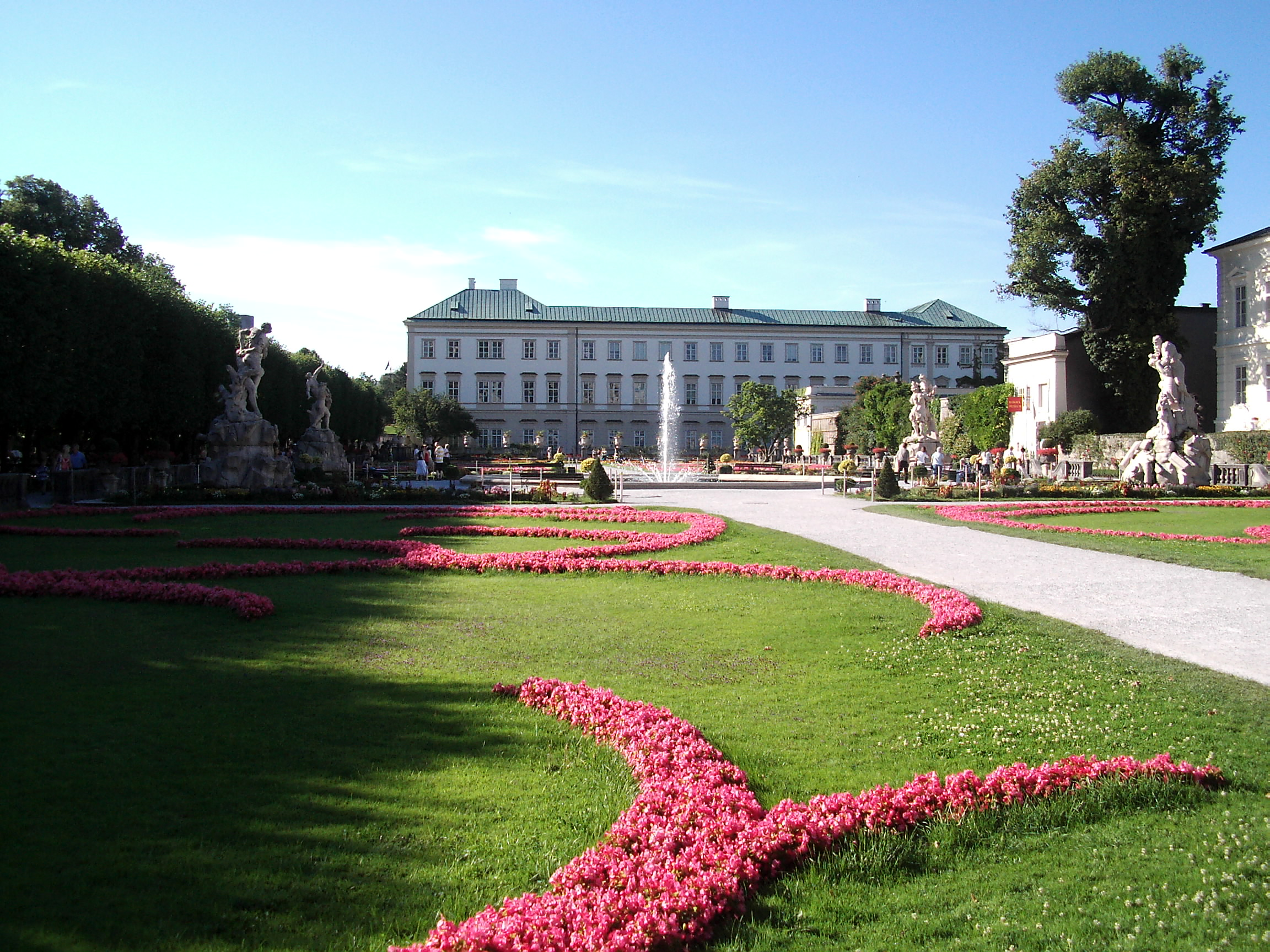
Palacio de Mirabell, residencia de Fernando.

Fernando había sostenido el Gran Ducado de Toscana hasta 1801, cuando el emperador Francisco tuvo que ceder el gobierno sobre Toscana a Francia y a Luis de Borbón-Parma de acuerdo con el Tratado de Lunéville. El Gran Duque, en buenos términos con Napoleón, alcanzó su compensación con el anterior Arzobispado de Salzburgo en diciembre de 1802. La secularización se llevó a cabo, cuando el príncipe-arzobispo Colloredo en su exilio de Viena formalmente renunció en favor de Fernando el 11 de febrero de 1803. Dos semanas más tarde, el territorio episcopal fue secularizado como parte de la mediatización alemana (deutsche Mediatisierung) 
Fernando resultó ser un gobernante capaz. Fundó la Facultad de Medicina en la Universidad de Salzburgo e instó al distinguido pedagogo Franz Michael Vierthaler a introducir una reforma educativa. También ordenó la mejora de los pasos de montaña por carretera de Bad Gastein, Sankt Johann im Pongau y Radstadt, mientras sus reformas económicas despertaron la oposición de los gremios de Salzburgo. Cuando en octubre de 1805 las tropas francesas entraron de nuevo durante la Guerra de la Tercera Coalición, Fernando, como su predecesor el arzobispo Colloredo, tuvo que dejar su residencia por la corte de su hermano en Viena. 
Con la estrepitosa derrota austríaca en la Batalla de Austerlitz, el Electorado de Salzburgo fue disuelto por la Paz de Presburgo firmada el 26 de diciembre de 1805. Las tierras del anterior Arzobispado con Berchtesgaden pasaron al Imperio austríaco, mientras que los territorios de Eichstätt y Passau fueron anexados por el Electorado de Baviera. Fernando fue de nuevo compensado, esta vez con el Gran Ducado de Wurzburgo, un Estado de nueva formación.
Con la disolución final del Sacro Imperio Romano Germánico en 1806, el Electorado fue restablecido como el austríaco Ducado de Salzburgo y Francisco añadió "duque de Salzburgo" a su título de emperador de Austria. Sin embargo, Salzburgo permaneció como un objeto de interés y negociaciones durante las Guerras Napoleónicas. Después de la Guerra de la Quinta Coalición pasó a Baviera de acuerdo con el Tratado de Schönbrunn de 1809, incorporado al Distrito de Salzach conjuntamente con Kitzbühel, Traunstein y Ried im Innkreis en 1810. 
La región de Salzburgo fue finalmente dividida entre Austria y Baviera en la Paz de París de 1814. Desde 1816 la mayor parte al este del río Salzach fue subsecuentemente administrado desde Linz dentro de la Alta Austria, hasta que el ducado de Salzburgo fue restablecido en 1850.